# Nirra Fields
Nirra Fields, née le 3 décembre 1993 à Vancouver (Canada) est une joueuse canadienne de basket-ball. 

## Biographie
Jeune, elle déménage de Montréal, elle accepte une bourse scolaire aux États-Unis pour la high school Regina à Cleveland; puis la Oak Hill Academy en Virginie puis à Mater Dei à Santa Ana (Californie), où elle succède à Kaleena Mosqueda-Lewis comme joueuse de l'année. En senior, ses statistiques sont de 22,3 points, 7,1 rebonds et 4,5 interceptions et elle est la première canadienne à disputer le Mc Donald's America Game.
Elle rejoint la NCAA aux Bruins d'UCLA. En 2014-2015, elle est dans le meilleur cinq de la Pacific-12 Conference avec 17,0 points de moyenne par rencontre. Elle est titularisée 33 fois sur 34 rencontres jouées et finir dans les 10 meilleures des Bruins aux points inscrits (1867, 4e), aux tirs réussis (714, 5e), aux tirs tentés (1,816, 2e), aux lancers francs tentés (486, 9e), aux interceptions (262, 6e), aux rencontres à 20 points ou plus (36, 6e), tentatives à trois points (450, 3e) et aux tirs réussis à trois points (138, 3e).
Elle est choisie en 32e position de la draft WNBA 2016 par le Mercury de Phoenix, devant la neuvième des Bruins à recevoir cet honneur.

## Équipe nationale
En juillet 2010, elle dispute le championnat du monde U17 à Toulouse et Rodez en France, où elle aligne 22,4 points et 6,9 rebonds par rencontre. Elle marque 30 points contre la France et 36 contre le Japon. L'année suivante au Mondial U19 au Chili, elle permet à son équipe d'obtenir une 5e place (8 victoires - 1 défaite) avec des moyennes personnelles de 15,9 points et 5,4 rebonds.
En 2014, elle dispute sa première compétition officielle avec l'équipe senior au championnat du monde 2014 à Ankara et Istanbul en Turquie du 27 septembre au 5 octobre 2014. Le Canada se classe cinquième avec 4 victoires et 3 défaites. Ses moyennes sont de 5,7 points et 2,6 rebonds par rencontre.
Le Canada dispute et remporte les Jeux panaméricains de 2015 organisés à Toronto avec 5 victoires pour aucun revers, puis remporte également l'or au Championnat des Amériques en août 2015 en disposant de Cuba en finale et elle-même étant élue dans le meilleur cinq de la compétition, ce qui qualifie directement l'équipe pour les Jeux olympiques de Rio.
Elle inscrit 15 points, 2 rebonds et une interception en 19 minutes face au Brésil en demi-finale des Jeux panaméricains. Sur le tournoi, ses moyennes sont de 8,6 points, 2,8 rebonds, 1,0 passe décisive et 1,0 interception. En finale, lors d'une victoire 81 à 73 contre les États-Unis, elle collecte 9 points, 7 rebonds, 1 passe décisive et 1 interception. Au tournoi pré-olympique, elle inscrit 13 points et fait 3 passes décisives contre la République dominicaine, puis 11 points, 5 passes décisives, 2 rebonds et une interception contre le Chili. Sur le tournoi, ses moyennes sont de 6,8 points, 2,3 passes décisives et 2,2 rebonds.

## Palmarès
- 1re du championnat des Amériques 2015[8]
- 1re des Jeux panaméricains de 2015[7]

## Distinctions personnelles
- meilleur cinq de la Pacific-12 Conference (2014, 2015, 2016[3])